# Shibasaki Gaku
Shibasaki Gaku (柴崎 岳 (Sài Kỳ Nhạc)) (sinh ngày 28 tháng 5 năm 1992) là một cầu thủ bóng đá người Nhật Bản. Anh hiện đang thi đấu cho CD Leganés và Đội tuyển bóng đá quốc gia Nhật Bản.

## Sự nghiệp
Anh ghi 2 bàn thắng vào lưới đội bóng Tây Ban Nha Real Madrid tại trận chung kết Giải vô địch bóng đá thế giới các câu lạc bộ 2016.

## Đội tuyển bóng đá quốc gia Nhật Bản
Shibasaki Gaku thi đấu cho đội tuyển bóng đá quốc gia Nhật Bản từ năm 2014.

## Thống kê sự nghiệp
| Đội tuyển bóng đá Nhật Bản | Đội tuyển bóng đá Nhật Bản | Đội tuyển bóng đá Nhật Bản |
| Năm                        | Trận                       | Bàn                        |
| -------------------------- | -------------------------- | -------------------------- |
| 2014                       | 4                          | 1                          |
| 2015                       | 9                          | 2                          |
| 2016                       | 0                          | 0                          |
| 2017                       | 1                          | 0                          |
| 2018                       | 14                         | 0                          |
| 2019                       | 17                         | 0                          |
| 2020                       | 8                          | 0                          |
| 2021                       | 1                          | 0                          |
| 2022                       | 6                          | 0                          |
| Tổng cộng                  | 60                         | 3                          |

### Bàn thắng quốc tế
| #  | Ngày                | Địa điểm                                          | Đối thủ    | Bàn thắng | Kết quả         | Giải đấu       |
| -- | ------------------- | ------------------------------------------------- | ---------- | --------- | --------------- | -------------- |
| 1. | 9 tháng 9 năm 2014  | Sân vận động Quốc tế Yokohama, Yokohama, Nhật Bản | Venezuela  | 2–1       | 2–2             | Giao hữu       |
| 2. | 23 tháng 1 năm 2015 | Sân vận động Australia, Sydney, Úc                | UAE        | 1–1       | 1–1 (4–5 ph.đ.) | Asian Cup 2015 |
| 3. | 31 tháng 3 năm 2015 | Sân vận động Ajinomoto, Chōfu, Nhật Bản           | Uzbekistan | 3–0       | 5–1             | Giao hữu       |